# Thunder and Lightning
Thunder and Lightning är det tolfte studioalbumet av det irländska rockbandet Thin Lizzy. Albumet gavs ut den 4 mars 1983.
Albumet är det första med gitarristen John Sykes, som närmast kom från bandet "Tygers of Pan Tang". Alla låtar, förutom "Cold Sweat", var skrivna innan Sykes blev medlem i bandet. Sykes bygger upp det klassiska twin-guitar soundet tillsammans med Scott Gorham, men han tillförde också ett nytt sound till bandet och var den nödvändiga katalysatorn som bandet behövde efter ett par mer slätstrukna album i "Chinatown" och "Renegade". Soundet innebär ett närmande till den mer aggressiva snabba spelstilen som tillhörde 80-talets heavy metal-band. Med gitarrspelet följer även för bandet helt nya inslag som finger tapping och andra attribut för den nya hårdrocken.
Phil Lynott var väldigt nöjd med den nya uppsättningen av bandet och refererade till John Sykes som lika snabb som Gary Moore och lika galen som Brian Robertson. Plattan blev bandets sista studioalbum och har av kritiker rosats som ett värdigt avslut.

## Låtlista
1. "Thunder and Lightning" – (Downey, Lynott) 4:55
2. "This Is the One" – (Lynott, Wharton) 4:02
3. "The Sun Goes Down" – (Lynott, Wharton) 6:18
4. "The Holy War" – (Lynott) 5:13
5. "Cold Sweat" – (Lynott, Sykes) 3:06
6. "Someday She Is Going to Hit Back" (Downey, Lynott, Wharton) – 4:05
7. "Baby Please Don't Go" – (Lynott) 5:11
8. "Bad Habits" – (Gorham, Lynott) 4:05
9. "Heart Attack" – (Gorham, Lynott, Wharton)– 3:38

## Medverkande
- Brian Downey - trummor, slagverk
- Scott Gorham - gitarr, kör
- Phil Lynott - sång, elbas
- John Sykes - gitarr, kör
- Darren Wharton - keyboard, kör

## Listplaceringar
| Titel                         | Listpositioner | Listpositioner | Listpositioner | Listpositioner |
| Titel                         | GBR            | NOR            | SWE            | USA            |
| ----------------------------- | -------------- | -------------- | -------------- | -------------- |
| Thunder and Lightning (album) | 4              | 10             | 12             | -              |
| Cold Sweat                    | 27             | -              | -              | -              |
| Thunder and Lightning (sång)  | 39             | -              | -              | -              |
| The Sun Goes Down             | 52             | -              | -              | -              |